# 13406 Sekora
13406 Sekora è un asteroide della fascia principale. Scoperto nel 1999, presenta un'orbita caratterizzata da un semiasse maggiore pari a 2,7406791 au e da un'eccentricità di 0,1669778, inclinata di 12,44022° rispetto all'eclittica.
L'asteroide è dedicato allo scrittore ceco Ondřej Sekora.